# Relatório Link
Relatório Link foi o nome dado pela imprensa brasileira da época a uma série de quatro cartas, três delas de 1960 e a quarta delas de 1961, que foram escritas pelo geólogo americano Walter K. Link. Como alto funcionário da Petrobrás, contratado pelo então presidente da Petrobrás general Juracy Magalhães, o geólogo americano fez uma série de pesquisas e considerações sobre geologia do petróleo no Brasil. Houve atritos com o presidente Juscelino e com Janary Nunes, presidente da Petrobras. Essas autoridades brasileiras queriam investir na Amazônia como região petrolífera, o que o geólogo desaconselhava comparando os altos gastos de prospecção com o tamanho insuficiente da empresa. Recomendava o aumento dos investimentos na Bahia e em Sergipe, incluindo a plataforma continental. Depois de deixar o Brasil sob críticas, foi redimido por Jesus Soares Pereira e deu entrevista a Lucas Mendes, quando fez questão de enfatizar que suas sondagens limitaram-se à terra, sendo que a pesquisa marítima estava ainda no início, começando a ser utilizada no Golfo do México. Em relação às pesquisas submarinas, estivera na boca do Rio Paraíba e não considerara o material coletado promissor. Sugeriu pesquisas em Abrolhos, mas não sabia se havia sido atendido .

## Conselhos do geólogo americano em 1960 e 1961
1. As bacias terrestres brasileiras paleozoicas como Marajó, Acre, Baixo Amazonas, Médio Amazonas, Paraná e Parnaíba não tinham possibilidades petrolíferas mostradas. Elas deviam ser descartadas para novas perfurações, pelo menos por algum tempo.
2. O mar, e não a terra, é que seria a nova fonte de petróleo e gás natural do Brasil, no futuro.
3. A Petrobrás devia investir na prospecção e produção no exterior, desde que houvesse boas condições políticas e geológicas.
4. A bacia terrestre de Sergipe devia ser prospectada nos anos seguintes de 1961 em diante(2).
5. Dentre todas as bacias paleozoicas brasileiras, apenas a bacia do Alto Amazonas devia ser prospectada com mais afinco, após aperfeiçoamentos na geofísica. Esta tinha mostrado uma única camada de rochas geradoras de petróleo(3).

## Críticas ao relatório Link
A imprensa, principalmente a de esquerda da época(1), criticou com as palavras mais duras, as conclusões do iminente geólogo americano Walter Link(1). Disseram que ele era um espião americano(1)(2) e coisas do gênero. A imprensa da época, inclusive, criou o termo "linkista" para designar quem seguisse as idéias de Walter Link sobre o petróleo no Brasil.

## Efeitos destas críticas
De 1961 a 1964, a Petrobrás foi colocada a fazer inúmeras perfurações, em áreas que Mr. Link havia colocado como não apropriadas, para novas perfurações(2). Numa época em que um carro novo barato custava menos de US$1 mil e o Brasil produzia menos de 150 mil veículos por ano, a Petrobrás gastou centenas de milhões de dólares em perfurações que nunca produziram petróleo comercial; eram mais para agradar à mídia. Com o Brasil falido e em terrível crise cambial, o regime militar adotou as providências de Mr. Link, a partir de 1964. As perfurações marítimas, que Link pedira antes de 1961, só começaram em 1968. Logo no segundo poço perfurado no mar, o petróleo apareceu(1). Entre março de 1960 e março 1964, a produção de petróleo do Brasil caiu, e, entre março de 1964 e 1969, esta produção mais que dobrou.

## O relatório Link, quase 50 anos depois
Passados quase 50 anos e muitas perfurações depois, o relatório Link mostrou-se correto{1){2), em todas as suas conclusões:
1-As bacias de Marajó, Acre, Baixo Amazonas, Médio Amazonas, Parnaíba e Paraná nunca tiveram uma só descoberta comercial de petróleo. Entre 1960 e 1964, pressionada por políticos ditos de esquerda(1),(2) e a imprensa(1),(2), a Petrobrás fez centenas de perfurações nestas bacias sedimentares terrestres(1)(2). E nada que tenha a ver com petróleo ou gás natural foi encontrado nelas(1)(2). Sob Paulo Maluf, a Paulipetro fez dúzias de perfurações na bacia do Paraná. Nenhuma descoberta. Em 1988, o então presidente José Sarney foi para a televisão anunciar grandes descobertas de petróleo na ilha de Marajó. Nenhuma gota deste petróleo jamais apareceu. O que mais a imprensa da época criticou nas cartas de Link foi a conclusão de que as bacias paleosóicas brasileiras eram desanimadoras para prospecção de petróleo e gás natural, conclusão esta que se mostrou corretíssima(1)(2).
2-Em 1968,a Petrobrás resolveu{1) aplicar o conselho dado pelo americano Link e iniciar as perfurações no mar. Logo na segunda tentativa encontrou-se petróleo na costa de Sergipe(1). Em 1981, havia mais produção de petróleo brasileiro no mar, que em terra. Hoje mais de  85% da produção e mais de 95% das reservas brasileiras de petróleo são marítimas.
3-Os investimentos de petróleo no exterior da Petrobrás hoje, produzem mais que todos os poços terrestres do Brasil juntos.
4-Seguindo os ensinamento de Link, a Petrobrás descobriu, em 1963, o primeiro campo gigante do Brasil; exatamente em Sergipe. Era o campo de Carmópolis.
5-Em 1978, com a geofísica melhor, a Petrobrás achou petróleo na bacia do Alto Amazonas. Hoje esta é a área terrestre de maior produção de petróleo e gás natural do Brasil. Ainda assim, nem 5% do petróleo brasileiro vem desta bacia, que é a única bacia paleosóica do Brasil que produz ou já produziu petróleo comercialmente.

## Relatório Link versus o petróleo do Brasil hoje
O núcleo do Relatório Link foi o dito de que as bacias sedimentares paleosóicas brasileiras, gigantes que eram e são, não eram boas possibilidades para se perfurar em busca de petróleo. Apenas a bacia do Alto Solimões ganhou um "C", por conta de uma pequena zona de rochas geradoras. Todas as outras ganharam a classificação "D", sendo consideradas de pouco interesse exploratório. Vamos ver quantas descobertas comerciais de petróleo foram feitas em todas estas bacias, desde então e por sinal, em todos os tempos:
A-Marajó >Zero.
B-Baixo Amazonas > Zero.
C-Acre >Zero.
D-Parnaíba ou Maranhão > Zero.
E-Barreirinhas > Zero.
F-Paraná > Zero.
G-Médio Amazonas > Zero.
Pelos dados, nota-se o acerto dos sábios conselhos de Link. Então presidente da Petrobrás, o general Juracy Magalhães fez uma série de elogios ao geólogo americano Walter K. Link(1).  